# Ixodes bakeri
Ixodes bakeri este o specie de căpușe din genul Ixodes, familia Ixodidae, descrisă de Joseph Charles Arthur și Clifford în anul 1961. Conform Catalogue of Life specia Ixodes bakeri nu are subspecii cunoscute.